# 메트로 골드윈 메이어
메트로골드윈메이어 스튜디오스 주식회사(Metro-Goldwyn-Mayer Studios, Inc.)는 미국의 종합 엔터테인먼트 미디어 기업으로 주로, 영화 & TV 프로그램을 제작 & 배급 하고있다.
1924년, 마커스 로우와 루이 B. 메이어가 소유하던 메트로 픽처스와 새뮤얼 골드윈이 소유하다 매각하고 떠난 골드윈 픽처스 와 루이 B. 메이어 픽처스의 이니셜 앞글자를 본따서 설립되었고, 줄여서 MGM이라고 불린다. 미국 캘리포니아주 로스앤젤레스에 본사가 위치하고 있으며 세계에서 가장 오래된 영화 스튜디오 중 하나이다.
2022년 3월 17일, 모기업 MGM 홀딩스가 아마존에 최종 인수·합병되면서 MGM 스튜디오도 아마존 예하로 들어가게 되었다.

## 역사

### 창업과 초기 (1924~1958)
마커스 로우는 자신의 극장에 공급할 영화를 위해 메트로 픽쳐스를 1919년 인수했다. 이어 1924년 골드윈 픽쳐스와 루이 B. 메이어의 메이어 픽쳐스를 인수하고 셋과 자신의 극장을 MGM이라는 이름으로 합병시켰다. 메이어는 새 기업의 회장이 되고 24살의 어빙 솔버그가 제작 총책임자가 됐다. 로우는 뉴욕에 머물며 예산과 계약을 최종 승인했다.
초기부터 MGM은 영화의 화려하고 정교한 측면에 집중했다. "하늘의 별보다 많은 스타"가 모토였던 MGM은 솔버그와 메이어의 주도 아래 새로운 스타들을 발굴하고 홍보하는데 탁월했다. 이들이 발굴한 스타들에는 그레타 가르보, 존 길버트, 윌리엄 헤인즈, 조앤 크로퍼드가 대표적이다. 또한 다른 스튜디오에서 윌리엄 파월, 버스터 키턴, 월리스 비어리를 스카우트 했다.
유성 영화가 보급되자 MGM은 주요 스튜디오 중 가장 늦게 유성 영화로 넘어갔지만 클라크 게이블, 진 할로, 로버트 몽고메리, 스펜서 트레이시 등 새로운 스타들을 발굴하고 아카데미 작품상을 시상한 1929년 브로드웨이 멜로디같은 히트작들을 내면서 할리우드에서 가장 큰 스튜디오로 남을 수 있었다.
1930년대 MGM은 매년 50여편의 영화를 제작했다. 이 시기 가장 성공적인 작품은 1939년 바람과 함께 사라지다로 오늘날까지 인플레이션을 감안했을 때 가장 성공적인 영화로 남아 있다. 성공적인 작품들과 인기 있는 스타들 덕분에 MGM은 1950년대 중반까지 적자를 보지 않은 유일한 영화사가 될 수 있었다. 몇 안되는 실패작들 중 하나는 오즈의 마법사로 너무 높은 예산 탓에 제작비를 회수하는데 20년이 걸렸다.
1940년대 말 텔레비전의 보급으로 관객의 수가 감소하기 시작했다. 1952년 미국 연방 대법원이 영화사가 영화관을 소유하는 것은 반독점법 위반이라고 판결하자 MGM의 스튜디오와 영화관 사업은 분리되어야 했다. 분리가 완료된 1957년 둘은 이미 적자에 빠져 있었다. 메이어는 1951년 해임되고 새로운 경영진은 예산을 절감하면서 화려한 뮤지컬 영화에 투자해 위기를 벗어나고자 했다. 매주 6000달러를 받던 주디 갈란드와 "할리우드의 왕"이라 불린 클라크 게이블과의 계약은 취소되고 세트장과 의상은 재활용됐다. 이 시기 대표적인 뮤지컬 영화에는 파리의 미국인, 사랑은 비를 타고, 7인의 신부, 지지가 있다.

### MGM 홀딩스 (2005~)
2004년 9월 13일, 소니 픽처스 엔터테인먼트에 50억 달러에 인수되었으며 소니 픽처스 엔터테인먼트를 통해서 MGM과 유나이티드 아티스츠의 제작 영화들의 배급권을 획득한다.
2005년 2월 11일, 소니 픽처스 엔터테인먼트의 컨소시엄을 통해서 MGM 홀딩스를 설립하게 된다. 그리고 더 와인스타인 컴퍼니, 레이크쇼어 엔터테인먼트와의 파트너쉽을 체결하는데 성공한다.
2006년 11월, 톰 크루즈와 캐스팅 에이전트 폴라 와그너가 유나이티드 아티스츠의 소유주가 되었다.
그러나 블록버스터 소재 영화의 제작비 증가와 일부 영화의 흥행 참패로 인한 부채금액이 갈수록 심화되어 결국 2010년 10월 8일, MGM은 파산보호 신청을 받게 되지만 스파이글래스 엔터테인먼트의 CEO인 게리 바버와 로저 빈범의 도움을 받아서 파산에서 벗어나게 되었고 2010년 12월 20일, 2명 모두 메트로 골드윈 메이어 스튜디오스와 MGM 홀딩스의 CEO로 취임하게 된다.
2012년 10월 3일, MGM의 공동 CEO였던 로저 빈범이 물러났다.
2014년 9월 22일, MGM은 유나이티드 아티스츠의 지분 55%를 소유하고 Lightworkers Media,Hearst Entertainment를 인수함에 따라서 할리우드 TV 프로듀서인 마크 버넷 와 로마 다울리를 영입, 방송 프로그램 제작 회사로 새롭게 시작하고자 유나이티드 아티스츠 미디어그룹으로 이름을 바꾸기로 했다. 이로써 메트로 골드윈 메이어 스튜디오스는 유나이티드 아티스츠 미디어 그룹의 일원이 되었다.